# Hypanartia demonica
Hypanartia demonica är en fjärilsart som beskrevs av Jacob Hübner 1821. Hypanartia demonica ingår i släktet Hypanartia och familjen praktfjärilar. Inga underarter finns listade i Catalogue of Life.